# Stanley Roberts (sceneggiatore)
Stanley Roberts (New York, 17 maggio 1916 – Beverly Hills, 22 aprile 1982) è stato uno sceneggiatore statunitense.
Fu candidato nel 1952 allo Writers Guild of America Award, per il film Morte di un commesso viaggiatore, e nel 1955 all'Oscar alla migliore sceneggiatura non originale, per il film L'ammutinamento del Caine.

## Filmografia parziale
- Heroes of the Hills, regia di George Sherman (1938)
- Pals of the Saddle, regia di George Sherman (1938)
- Red River Range, regia di George Sherman (1938)
- The Night Riders, regia di George Sherman (1939)
- Texas Kid, regia di George Sherman (1939)
- Gianni e Pinotto detectives (Who Done It?), regia di Erle C. Kenton (1942)
- I difensori della legge (Under Western Skies), regia di Jean Yarbrough (1945)
- Il canto dell'uomo ombra (Song of the Thin Man), regia di Edward Buzzell (1947)
- Colpo di scena a Cactus Creek (Curtain Call at Cactus Creek), regia di Charles Lamont (1950)
- Amo Luisa disperatamente (Louisa), regia di Alexander Hall (1950)
- Marmittoni al fronte (Up Front), regia di Alexander Hall (1951)
- Morte di un commesso viaggiatore (Death of a Salesman), regia di László Benedek (1951)
- The Story of Will Rogers, regia di Michael Curtiz (1952)
- L'ammutinamento del Caine (The Caine Mutiny), regia di Edward Dmytryk (1954)
- Playhouse 90 – serie TV, episodio 2x10 (1957)
- The Betty Hutton Show – serie TV, ideatore (1959-1960)
- Torna a settembre (Come September), regia di Robert Mulligan (1961)
- La ragazza made in Paris (Made in Paris), regia di Boris Sagal (1966)
- Bonanza – serie TV, 8 episodi (1969-1972)
- Tre nipoti e un maggiordomo (Family Affair) – serie TV, episodi 5x15-5x22 (1970-1971)
- Barnaby Jones – serie TV, episodio 5x13 (1977)